# Witstuitlelvliegenvanger
De witstuitlelvliegenvanger (Platysteira castanea; synoniem: Dyaphorophyia castanea) is een zangvogel uit de familie Platysteiridae (lelvliegenvangers).

## Verspreiding en leefgebied
Deze soort komt voor van Nigeria tot zuidelijk Soedan, westelijk Kenia en noordelijk Zambia.

## Status
De grootte van de populatie is niet gekwantificeerd maar de soort wordt omschreven als schaars tot zeer talrijk. Op de Rode lijst van de IUCN heeft deze soort de status niet bedreigd.